# 르완다 난민 이송 계획

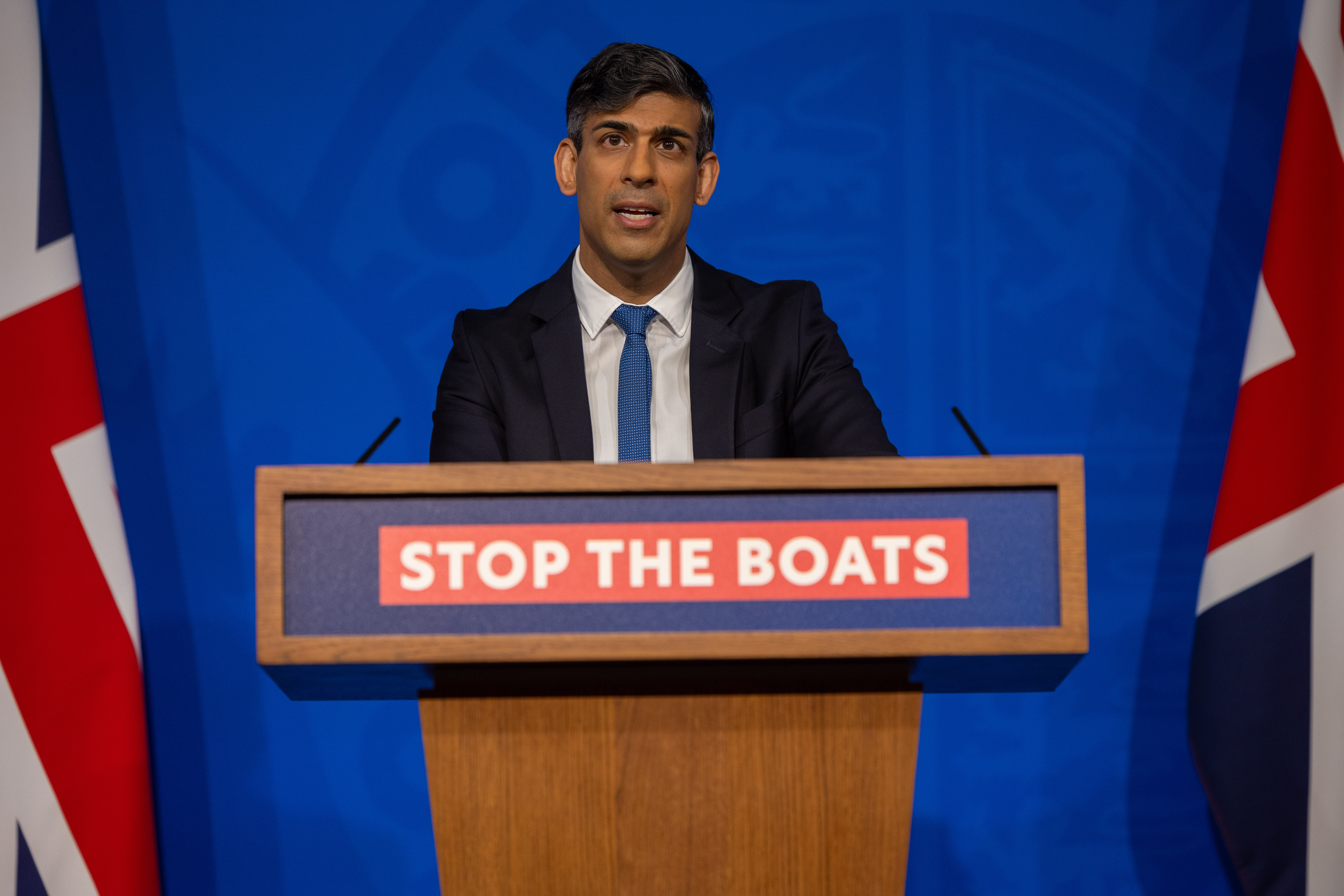
2024년 4월 22일 리시 수낵 영국 총리가 르완다 난민 이송 계획에 대한 기자회견을 하고 있다.

영국-르완다 이민·경제 개발 파트너십 (UK and Rwanda Migration and Economic Development Partnership), 속칭 르완다 난민 이송 계획 (Rwanda asylum Plan)은 영국의 보리스 존슨 정부와 리시 수낵 정부가 제안한 이민 정책으로, 영국 내 불법체류자와 이송계획 신청자로 확인된 사람들을 아프리카의 르완다로 이송, 재정착시키는 방안이다. 이송이 이뤄지면 르완다에 계속 남아 있게 되며 영국으로의 귀환은 허가되지 않는다.
2022년 정부정책에 대한 원안이 영국 고등법원의 승인을 받으면서 6월 14일 시행될 예정이었다. 그러나 유럽인권법원의 막판 임시조치로 인한 영국 내 법적절차가 이어지면서 시행이 중단됐다. 그해 말 영국 고등법원은 르완다 난민 이송계획이 법에 어긋나지는 않지만 올해 말에 추방될 이송신청자 8인에 대해서는 개별 사건으로 재심사해야 한다고 판결했다. 이어 2023년 6월 29일에는 잉글랜드 웨일스 고등법원에서 계획 자체가 불법이라는 판결을 내렸고, 2023년 11월 15일 영국 대법원의 최종심에서도 불법으로 판단하며 재심 판결을 재확인했다.
이에 리시 수낵 정부는 대법원 판결을 뒤집기 위해 2024년 르완다 안전법을 제정하여 의회에서 통과시키면서 르완다를 난민 이송 대상국가로 삼을 만큼 안전한 국가로 규정하였다. 그러나 2024년 7월 영국 총선에서 제1야당 노동당이 압승을 거둠에 따라 집권한 노동당의 키어 스타머 총리는 르완다 난민 이송계획의 완전 폐지를 선언하였다.

## 같이 보기
- 르완다-영국 관계
- 영국의 인권
- 유럽 난민 위기

## 참고자료
1. ↑  “英 신임 총리 스타머, '르완다 난민 이송 정책' 폐기 선언”. 한국경제. 2024년 7월 7일. 2024년 7월 7일에 확인함.
2. ↑  Doherty, Caitlin; Crowther, Zoe (2022년 12월 19일). “Home Office Rwanda deportation policy is legal, court rules”. 《Civil Service World》. 2023년 1월 10일에 원본 문서에서 보존된 문서. 2023년 1월 10일에 확인함.
3. ↑  “Supreme Court rules Rwanda asylum policy unlawful”. 《BBC News》. 2023년 11월 15일. 2023년 11월 16일에 원본 문서에서 보존된 문서. 2023년 11월 15일에 확인함.
4. ↑  Riley-Smith, Ben; Hymas, Charles (2024년 7월 5일). “Starmer kills off Rwanda plan on first day as PM”. 《The Telegraph》 (영국 영어). ISSN 0307-1235. 2024년 7월 6일에 확인함.